# روبرت سميث (لاعب كرة قدم أمريكية)
روبرت سميث (بالإنجليزية: Robert Smith)‏ هو لاعب كرة قدم أمريكية أمريكي، ولد في 22 ديسمبر 1992 في سانت جورج في الولايات المتحدة.